# Golden 1 Center
El Golden 1 Center es un pabellón multiusos situado en Sacramento, California. Ocupa parcialmente el sitio en el que se encontraba el centro comercial de Downtown Plaza.
El pabellón alberga conciertos y acontecimientos deportivos, y es la sede desde la temporada 2016-17 de la NBA del equipo de los Sacramento Kings, sustituyendo al Sleep Train Arena.

## Historia
Como parte del exitoso esfuerzo para mantener la franquicia del los Kings en la ciudad, un grupo de empresas dirigida por Vivek Ranadivé adquirió la participación mayoritaria en el equipo de la familia Maloof, anterior dueña de los Kings, llegando un acuerdo con las autoridades de la ciudad para la construcción de un nuevo estadio para el año 2016. La construcción comenzó 29 de octubre de 2014. Turner Construction, empresa conocida en el área de Sacramento por haber construido la Terminal B en el Aeropuerto Internacional de Sacramento y otros proyectos, es el jefe de desarrollo del nuevo pabellón.

## Eventos pasados
El pabellón albergó la primera y segunda ronda del Torneo de la NCAA de baloncesto el 17 y 19 de marzo de 2017.
En cuanto a actuaciones musicales, el 15 de agosto de 2017 , Lady Gaga se presentó como parte de su gira mundial Joanne World Tour con un show completamente agotado.
Además se llevó a cabo el evento de World Wrestling Entertainment (WWE) cual es No Mercy el 9 de octubre de 2016.